# Domenico Galli (politico)
Domenico Galli (... – Nizza, 10 novembre 1856) è stato un politico italiano.

## Biografia
Avvocato, Sindaco di Nizza, fu Deputato del Regno di Sardegna nelle prime quattro legislature, rappresentando sempre il Collegio elettorale di Nizza Marittima II.